# 전주교육대학교
전주교육대학교(全州敎育大學校, Jeonju National University of Education)는 대한민국의 교육대학으로 전북특별자치도 권역을 담당하고 있다. 1923년 전북사범학교로 개교한 후 1936년 전주사범학교로 명칭을 바꾸었다. 1962년 2년제 교육대학으로, 1983년에는 4년제 교육대학으로 개편되었다. 1993년 종합대학으로 승격되었고 현재에 이르고 있다.

## 역사
- 1923년 5월 1일: 전라북도공립사범학교 개교
- 1962년 3월 26일: 전주교육대학 개교
- 1983년 3월 1일: 학사 학위 수여 기관으로 개편
- 1994년 8월 11일: 전주교육대학교로 교명 변경

## 교육편제
다음은 2021년 기준, 전주교육대학교의 교육 과정이다.

### 학부
전주교육대학교는 교육대학 특성 상, 단과대학을 별도로 분류하지 않는다.

### 대학원
전주교육대학교는 교육대학원 1개원을 운영하고 있다. 특수대학원으로, 석사 학위 과정을 지원한다.

## 같이 보기
- 대한민국의 국립 대학 목록
- 대한민국의 대학 목록
- 대한민국의 교육